# Гинзбург, Лев Борисович
Лев Борисович Гинзбург (1868, Витебск — 1926, Киев) — киевский купец 1-й гильдии, потомственный почётный гражданин, строительный подрядчик, миллионер. Входил в десятку самых богатых киевлян начала XX века. Владелец «Строительной фирмы Льва Гинзбурга».

## Биография
Лев Борисович Гинзбург родился в 1858 году в мещанской семье. В 1876 году окончил курс наук в Витебском уездном училище. В 1876 году оказался в Киеве, где впоследствии началась его строительная деятельность. Умер нищим в киевской больнице в 1926 году.
Его дочь Евгения (1889—1976) была замужем за адвокатом и публицистом А. А. Гольденвейзером.

## Здания построенные фирмой Гинзбурга
Неполный список зданий:
- Доходный дом по улице Городецкого, 9.
- Небоскрёб Гинзбурга.
- Здание Национального банка Украины.
- Здание Национальной филармонии Украины.
- Педагогический музей.
- Здание Национального художественного музея Украины.
- Троицкий народный дом (теперь «Киевский театр оперетты»).